# Portátil Magallanes
El Portátil Magallanes (Portátil Magalhães, en idioma portugués) es una computador de bajo coste, ensamblado originalmente en Portugal. Se basa en la segunda versión de la computadora portátil Classmate PC de Intel.
El nombre proviene del navegante portugués Fernando de Magallanes. La idea fue impulsada por el primer ministro de Portugal para la época, José Sócrates, y el presidente de Intel, Craig Barrett, la cual está encuadrada en el proyecto Classmate PC, anunciado en 2007 por Intel como alternativa al "Computador de 100 dólares" propuesto por Nicholas Negroponte y la Organización no gubernamental One Laptop Per Child. La fabricación de este equipo en Portugal, parte del contexto del programa de escuela-e (originalmente llamado e-escolinha), es el resultado de un acuerdo anunciado el 31 de julio de 2008, entre el Gobierno de la República Portuguesa y de Intel con la creación de un consorcio de capital principalmente portugués formado por las empresas JP Sá Couto, Prológica e Intel. Esta computadora está destinada a los niños de entre seis y diez años. Estaba disponible en dos versiones con diferentes procesadores: inicialmente el Intel Celeron de 900 MHz y en una segunda fase, con el procesador Intel Atom de 1,6 GHz, el cual es más eficiente en términos de consumo de energía. 
Esta computadora es ensamblada en un espacio que pertenece a la fábrica actual JP Sá Couto, en Matosinhos, Portugal con un costo de producción de 180 euros. Comenzó a ser producida en enero de 2008, pero solo fue en septiembre de ese año cuando las primeras computadoras portátiles fueron distribuidas a niños de educación primaria en Portugal, a través del Ministerio de Obras Públicas, Transportes y Comunicaciones (MOPTC), siendo gratuitas para alumnos pobres, o a un precio de 20 euros a las familias beneficiadas por planes de acción social y a un máximo de 50 euros a cualquier otra con hijos inscritos en las escuelas. Al 16 de septiembre de 2008, la distribución de portátiles Magallanes se extendió a los estudiantes de quinto y sexto grado de instrucción primaria. El Gobierno portugués ha exportado este portátil y el modelo e-escuela a otros países. El Portátil Magallanes es también para la venta al público en general, en las versiones 60 minutos y Discover Portugal, al precio de 285 € y otra versión a un precio de 329 €.

## Exportación
El  Portátil Magallanes fue exportado a Macau a través de una asociación con la empresa local TeckEd para la distribución y comercialización en el país. En el año 2011, por acuerdo con el gobierno de Venezuela 378.580 computadores portátiles fueron exportados a dicho país y, en una segunda fase, fueron exportadas más de 500.000 unidades. En Venezuela, las computadoras fueron renombradas popularmente como Canaimitas debido tanto a su reducido tamaño, como al hecho de que forman parte del Proyecto Canaima Educativo. A diferencia del proyecto original portugués, las computadoras son distribuidas en forma gratuita entre el alumnado de las escuelas y liceos públicos, no se venden al público y tienen como sistema operativo preinstalado únicamente la metadistribución Canaima GNU/Linux, la cual es adaptada para Venezuela y desarrollada por las comunidades de software libre y entes gubernamentales venezolanos. Al momento de escribir esta sección, las portátiles son fabricadas en Venezuela por la empresa estatal Industrias Canaima, en la ciudad de Caracas.
En Uruguay se la conoció como La Magallanes y se introdujeron en forma masiva en 2011 mediante el Plan Ceibal. La entrega gratuita estaba dirigida a los docentes de enseñanza secundaria, tanto del CES como de CETP, y alumnos de UTU, en 2012 para alumnos de liceo. 

## Características técnicas

### Magallanes (1ª versión)
- Processador:
  - Intel Celeron a 900 MHz
  - Intel Atom 1600 MHz
- Chipset: Intel 945 GSE - 128 MB
- Sistema Operativo: doble arranque Microsoft Windows XP y GNU/Linux (Distribución Linux Caixa Mágica Mag)
- Memoria: 1GB DDR2 667 MHz
- Disco duro: 30 GB PATA 1.8″
- Cámara Web: 0,37 Megapíxeis
- Pantalla: TFT 8,9 pulgadas
  - Resolución máxima: 1024x600 a 32 bits.
- Sistema de audio: Audio Codec 97.
  - Altavoces.
  - Micrófono incorporado.
- Interfaces:  
  - 2 puertos USB
  - 1 puerto RJ-45 (Ethernet) LAN Realtek RTL8139 10/100 Mbps
  - 1 dispositivo de lectura y grabación de memorias SD (Secure Digital)
  - Wi-Fi RT73 USB Wireless Lan Card 802.11 b/g
- Batería: De ion de litio de 3 o 4 células.
  - Autonomía: entre 3 y 3,5 horas.
- Peso: 1,4 kilogramos

Programas incluidos:
- Windows XP
  - Microsoft Office 2007 (versión de demostración)
  - Diciopédia
  - Avast!
  - Parents carefree (Parental Control)
  - Magic Desktop
  - e-Learning Class
- GNU/Linux: Distribución Linux Caixa Mágica Mag.
  - OpenOffice
  - Firefox
  - GCompris

### Magallanes 2 (2ª versión)
- Procesador: CPU Intel Atom N455 1.66 GHz
- Disco duro: 160 o 250 GB en la edición SE
- Pantalla: TFT 10,1 pulgadas.
- Memoria: 1GB RAM DDR2
- Interfaces:  
  - 3 Puertos USB
  - 1 Puerto VGA
  - Ranura para tarjeta 3G y WiMax.
- Software:
  - Windows 7 Professional y Caixa Magica 14.
  - Microsoft Security Essentials Antivirus.
  - Programas de enseñanza.

### Magallanes 3 XL (3ª versión)
- Procesador: CPU Intel Atom N455 1.66 GHz.
- Disco duro: de 250 GB.
- Pantalla: TFT 11,6 pulgadas.
- Memoria: 1GB RAM DDR3.
- Peso: 1,38 kilogramos.
- Seguridad: Slot Kensington Lock

- Software:
  - Magalhães Classroom Solution
  - Sistema Operativo: Windows 7 Starter 32-bit
  - Programas de enseñanza diversos.